# Quijote Información Televisión

Quijote Información,o llamado simplemente QI, es un canal privado de televisión creado y gestionado por el Ayuntamiento de Ciudad Real (España). Comenzó a emitir en el año 2005 y pertenece al grupo Quijote Información que cuenta también con el canal Quijote Información Radio (99.5 FM - Dial de Ciudad Real).
En Ciudad Real emite en abierto y a través del operador de cable ONO. Se negocia su inclusión en la oferta de TDT de la provincia de Ciudad Real.
Su programación está pensada para cubrir la demanda de noticias locales que se generan en Ciudad Real y los diversos actos institucionales, fiestas, tradiciones, alguna retransmisión deportiva y cultural.